# Zemljoradnička zadruga
Zemljoradničke zadruge ili poljoprivredne zadruge (poljodjelske zadruge)  su pravne osobe  – poseban oblik organiziranja fizičke osobe, koji djeluje na principima zadruga, slijedeći svoje ekonomske, socijalne, kulturne i druge interese. Osnovna načela zadruge su:
- uzajamna pomoć,
- demokracija,
- jednakopravnost,
- korektnost,
- solidarnost, i
- odgovornost.[1][2]

Na primjer, poljoprivredne zadruge su općenite i specijalizirane. usjev, voće, povrće, vinogradarstvo, stoka, pčelarstvo i slično. U svom poslu proizvode, kupuju, prerađuju i prodaju poljoprivredne, prehrambene i druge proizvode zadrugara i zadruga i snabdijevaju ih repromaterijalom, sredstvima za proizvodnju, dijelovima za poljoprivredne mašine i drugu robu. Specijalizirane poljoprivredne zadruge organiziraju i proizvode određene proizvode, kao i njihov plasman na tržište.
Zemljoradničke zadruge u FNRJ/SFRJ bio je službeni naziv za radne organizacije koje su se samo djelimice bavile poljoprivredom, a pretežno otkupom proizvoda, trgovinom ili čak eksploatacijom šuma.